# Altheim (Alb-Dunai járás)
Altheim település Németországban, azon belül Baden-Württembergben. Lakosainak száma 587 fő (2023. december 31.).

## Népesség
| Lakosok száma | 500  | 587  | 611  | 625  | 622  | 591  | 587  |
|               | 1975 | 2014 | 2017 | 2019 | 2021 | 2022 | 2023 |